# フサゲモクズ
フサゲモクズは日本全国の海岸に生息する小型の甲殻類である。学名には紆余曲折があり、現在はPtilohyale barbicornisとするのが一般的である(樋渡, 森野 & 池澤 2024)。

## 分布
- 北海道から九州にかけての日本全土(樋渡, 森野 & 池澤 2024)。

## 分類
1980年代まで本種はアメリカ西海岸に生息するAllorchestes plumicornisと同種であると理解されていた(永田 1965)。しかし、分類学的検討を経て新種と判明し、1981年にHyale barbicornisとして記載された(Hiwatari & Kajihara 1981)。その後、Bousfield & Hendrycks (2002) は本種を含むPtilohyale属を創設しているが、この処置を認めず、Hyale属として扱う文献もある(有山 2012)など。

## 生態
- 内湾の潮間帯上部でよく見られ、礫浜，砂泥底など多様な環境に生息する。転石や死貝あるいは海藻表面に付着しており、攪乱されると少し跳躍して逃げる(樋渡, 森野 & 池澤 2024)。
- 交尾前ガードを行う。

## 形態
以下、主に樋渡ほか (2024) に基づく。
- 体長12mm程度。
- オスの第2触角下縁によく発達した剛毛束を持つことで、他のモクズヨコエビ科から識別することができる。ただし、剛毛束をもつヨコエビは他にもおり、同定には注意が必要である。
- 体色は暗緑色、または淡橙色を帯びる。